# 침산로
침산로(Chimsan-ro)는 대구광역시 중구 태평네거리에서 북구 태평동을 잇는 대구광역시의 도로이다.

## 주요 경유지
대구광역시
- 중구 (태평동) - 북구 (칠성동 . 침산동)

## 노선
| 이름          | 접속 노선                      | 소재지                           | 소재지        | 비고          |
| 서성로와 직결 | 서성로와 직결                  | 서성로와 직결                    | 서성로와 직결 | 서성로와 직결 |
| ------------- | ------------------------------ | -------------------------------- | ------------- | ------------- |
| 태평네거리    | 대구광역시도 제54호선 (태평로) | 중구                             | 태평동        |               |
| 태평지하차도  |                                | 중구                             | 태평동        |               |
|               | 북구                           | 칠성동                           |               |               |
| (이름없음)    | 북구                           | 칠성동                           | 칠성남로      |               |
| 남침산네거리  | 북구                           | 칠성동                           | 옥산로 침산로 |               |
| (이름없음)    | 북구                           | 침산로21길 침산로22길            | 침산동        |               |
| 침산네거리    | 북구                           | 대구광역시도 제54호선 (칠산남로) | 침산동        |               |
| 북침산네거리  | 북구                           | 성북로                           | 침산동        |               |
| (이름없음)    | 북구                           | 성북로5길                        | 침산동        |               |
| 백사벌네거리  | 북구                           | 국도 제4호선 (노원로)            | 침산동        |               |
| (이름없음)    | 북구                           | 대구광역시도 제11호선 (신천대로) | 침산동        |               |

## 주요 건물 및 시설
- 고성지구대 (침산로 24/칠성동2가 87)
- GS칼텍스 대성산업 대성충전소 (침산로 60/칠성동2가 66)
- 대구도시공사 (침산로 73/고성동3가 1-1)
- iM뱅크 대구도시공사점 (침산로 73/고성동3가 1-1)
- 이마트 칠성점 (침산로 93/칠성동2가 20-1)
- 삼성전자 서비스 북대구센터 (침산로 119/침산동 233-7)
- 맥도날드 대구침산DT점 (침산로 120/침산동 244-6)
- 스타벅스 대구침산DT점 (침산로 126/침산동 245-1)
- 이마트24 침산명성점 (침산로 153/침산동 269-10)
- CU 침산건명점 (침산로 158/침산동 296-1)
- 엔젤리너스 대구침산로점 (침산로 162/침산동 295-18)